# 군다쥐
군다쥐(Mus goundae)는 쥐과 생쥐속에 속하는 설치류의 일종이다. 군다강 유역의 중앙아프리카공화국에서만 발견된다. 자연 서식지는 습윤 사바나 지역이다.

## 특징
작은 설치류로 몸통 길이가 60~62mm이고 꼬리 길이가 31~37mm이다. 발 길이는 12~14mm, 귀 길이는 12~13mm이다. 등 쪽은 누르스름한 갈색이고 옆구리는 오렌색을 좀더 띤다. 배 쪽은 희다. 귀는 크고 거무스레하고 끝이 뾰족하다. 귀 뒷쪽에 흰 반점이 있다. 다리는 비교적 크고 희다. 암컷은 가슴에 2쌍, 서혜부에 2쌍의 젖꼭지를 갖고 있다.

## 생태
땅 위에서 주로 생활하는 육상성 동물이다.

## 분포 및 서식지
중앙아프리카공화국의 군다강 근처의 토착종이다. 저지대 우림 지대 안의 사바나 지역에서 서식한다.